# Estación de Bermeo
Bermeo es una estación de ferrocarril en superficie perteneciente a la línea 4 (línea de Urdaibai), operada por Euskotren Trena. Se ubica en el municipio vizcaíno homónimo, al lado del puerto. Fue inaugurada el 16 de agosto de 1955, como término de la línea Amorebieta-Bermeo. Pertenece a la zona tarifaria 4 del Consorcio de Transportes de Bizkaia.
La estación cuenta con un único acceso, por escaleras y ascensor, y un único andén.

## Conexiones
| Procedencia/Destino | <       | Línea | >               | Procedencia/Destino |
| ------------------- | ------- | ----- | --------------- | ------------------- |
| Matiko              | Mundaka |       | Inicio de línea | Inicio de línea     |

## Accesos
- Kai bidea, 2

## Galería de imágenes

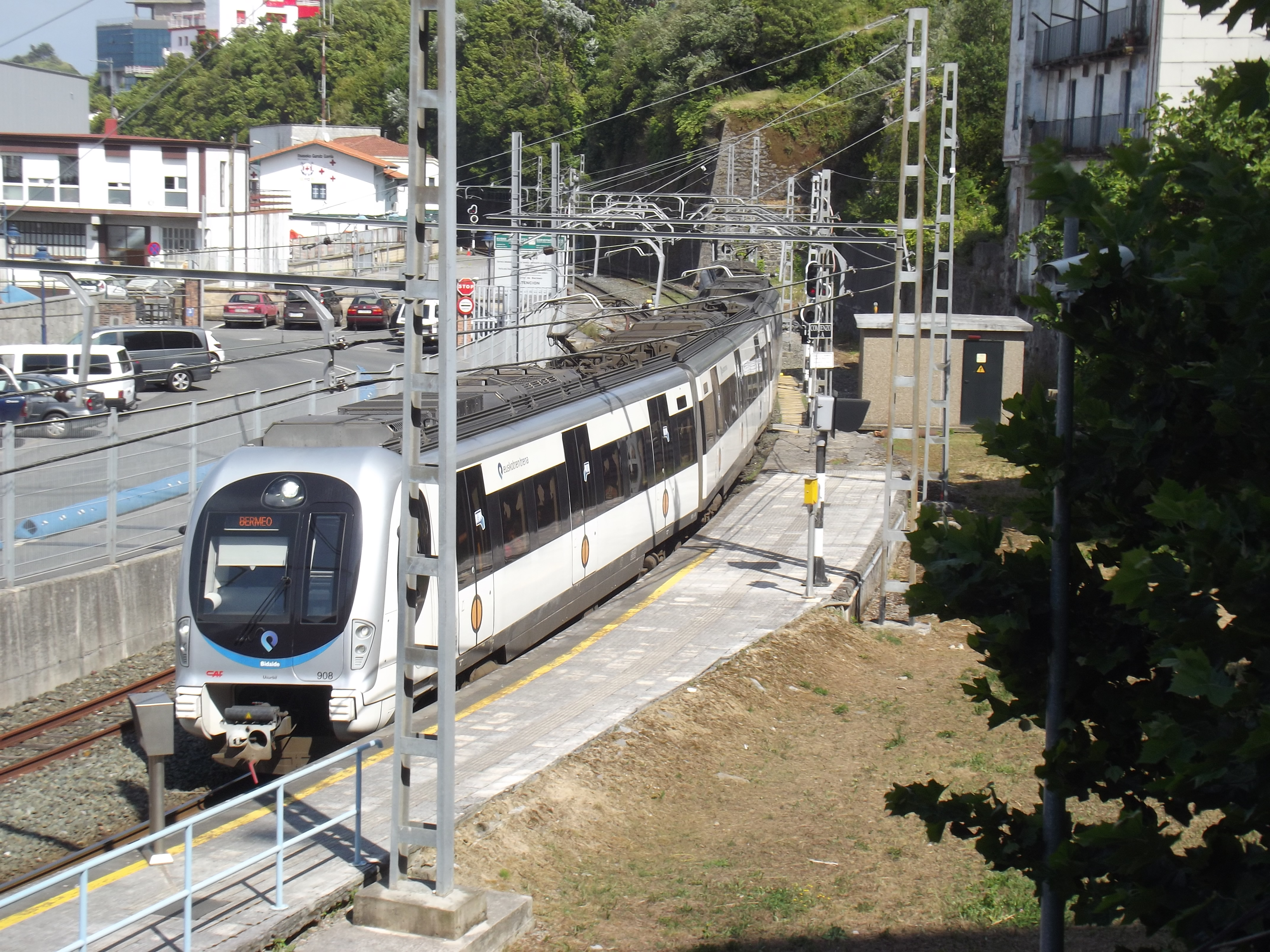
Una unidad de Euskotren entrando en la estación de Bermeo
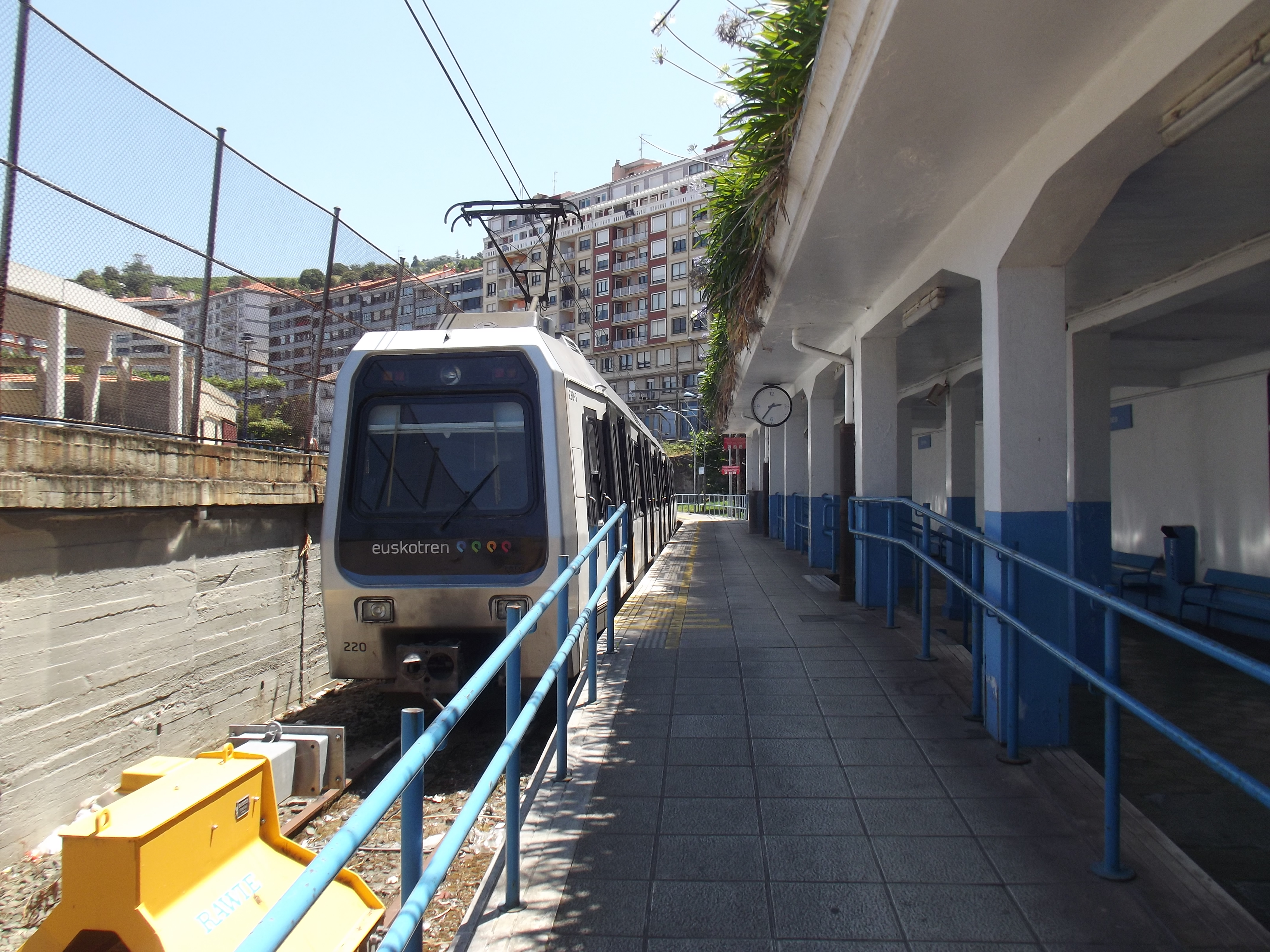
Andén